# 시흥차량사업소
시흥차량사업소(始興車輛事業所)는 대한민국 경기도 시흥시 월곶동에 있는 한국철도공사 수도권 전철 수인·분당선과 수도권 전철 4호선의 차량기지다.

## 개요
주요 업무는 수도권 전철 4호선에서 운행하는 341000호대 전동차와, 수도권 전철 수인·분당선에서 운행하는 319000호대 전동차, 351000호대 전동차의 입, 출고와 경, 중정비 및 내부관리이다. 수도권 전철 1호선에서 운행하는 한국철도공사 311000호대 전동차의 일부편성의 중정비도 담당한다. 한편 수도권 전철 서해선의 개통 이후 송산차량사업소가 완공되기 전까지는 수도권 전철 서해선에서 운행하는 391000호대 전동차의 입·출고와 경·중정비를 임시로 이 곳에서 실시한다.
기지 내에 별도로 설치된 전철역은 없으나, 기지 인근에 수인선 달월역이 있다. 국토교통부의 철도거리표에는 시흥기지(始興基地)라는 이름으로 되어 있다.

## 업무
- 한국철도공사 391000호대 전동차 1부, 한국철도공사 341000호대 전동차, 한국철도공사 351000호대 전동차 입·출고 검수관리
- 한국철도공사 311000호대 전동차, 한국철도공사 319000호대 전동차 1부 중정비
- 서울교통공사 4000호대 VVVF 전동차, 한국철도공사 391000호대 전동차, 한국철도공사 341000호대 전동차, 한국철도공사 351000호대 전동차, 한국철도공사 311000호대 전동차, 한국철도공사 319000호대 전동차 심야 주박

## 배선도
월곶역에서 오이도역에 이르는 시흥차량기지선과 이 차량기지의 배선도는 다음과 같다. 수도권 전철 4호선의 종착역인 오이도역과 수도권 전철 수인·분당선의 월곶역에서 연결되어 있다.